# Quéntar
Quéntar település Spanyolországban, Granada tartományban. Quéntar Dúdar, Beas de Granada, Huétor Santillán, Diezma, La Peza és Güéjar Sierra községekkel határos. Lakosainak száma 943 fő (2024).

## Népesség
A település népessége az elmúlt években az alábbi módon változott:
| Lakosok száma | 1058 | 1062 | 1036 | 1065 | 1025 | 992  | 954  | 933  | 987  | 943  |
|               | 2001 | 2004 | 2006 | 2009 | 2011 | 2014 | 2016 | 2019 | 2021 | 2024 |